# Альвардт, Христиан Вильгельм
Христиан Вильгельм Альвардт (нем. Christian Wilhelm Ahlwardt; 1760—1830) — немецкий филолог, переводчик, критик и педагог.
Христиан Вильгельм Альвардт был сперва ректором городского училища в Деммине, потом в Анкламе, после чего благодаря стараниям его друга Фосса получил ректорство гимназии в Ольденбурге, но затем получил на такое же место в Грайфсвальдском университете.
В 1848 году стал профессором древней литературы в Грайфсвальдском университете, которую читал до самой смерти.
Деятельность Альвардт как филолога и критика прежде всего охватывала греческих поэтов. Кроме его издания Пиндара (Лейпциг, 1820), известны следующие сочинения: Zur Erklärung der Idyllen des Theokrit (Росток, 1792) и Bemerkungen über einige Stellen griechischer Dichter (5 тетрадей, Ольденбург, 1808).
Среди его переводами, кроме некоторых отрывков сочинений Шекспира, Ариосто, Камоэнса, интересны переводы Каллимаха (Берлин, 1794) и «Аттина» Катулла (Ольденбург, 1808), в особенности же — стихотворный перевод с гэльского языка песен Оссиана, появившийся в трёх томах: первым изданием в Лейпциге в 1811 году, а вторым — там же 1839 году.

## Сочинения
- Zur Erklärung der Idyllen Theokrits, 1792;
- Kallimachos Hymnen und Epigrammen, 1794;
- Lodovico Ariosto's Satyren, 1794;
- Der Attis des Catullus, 1808;
- Die Gedichte Ossians, 1811;
- Pindari Carmina, cvm fragmentis, 1820 [1].